# Katherine Mayfair
Katherine Mayfair is een personage uit de Amerikaanse televisieserie Desperate Housewives, gespeeld door Dana Delany.

## Verhaallijn
Katherine is een huisvrouw die twaalf jaar geleden al op Wisteria Lane woonde, en er onder mysterieuze omstandigheden vertrok.
Ze verhuist in de eerste aflevering van het vierde seizoen terug naar Wisteria Lane, en Susan herkent haar meteen (de andere huisvrouwen zijn pas na haar verhuis in de straat komen wonen). De dames worden allen uitgenodigd in Katherines net verbouwde huis (het was vroeger Mikes huis), waar ze kennismaken met haar man Adam. Ook dochter Dylan is erbij, maar weet niet meer wie Susan is, evenals haar dochter Julie. Ze organiseert een barbecue voor de hele buurt om kennis met hen te maken.
Ze maakt zich niet meteen populair in de straat: zo wil ze dat Bree een boom in haar tuin omkapt (die blokkeert het licht voor haar moestuin) en weigert ze een recept voor limoentaart met Bree te delen. Ook de fontein van nieuwe buren Lee en Bob moet het ontgelden: het kitscherige ding moet voor haar (en voor een heel pak andere buren) zo snel mogelijk weg.
Maar Katherine heeft een geheim: in een van de kamers van haar huis is er iets gebeurd. Dylan mag de kamer niet in en ze weigert ook te vertellen aan haar dochter wie haar vader is. Haar tante, Lilian Simms, komt terug naar huis om er te sterven (zij is de eigenares van het huis) en zij kent het geheim van Katherine. Ze wil het zelfs aan Dylan vertellen- maar Katherine steekt hier een stokje voor. Lilian schrijft nog snel voor ze sterft een briefje, dat op de grond valt. Dylan zelf komt ondertussen meer te weten over haar vader: Mrs. McCluskey vertelt haar dat haar vader vroeger veel langskwam en dat hij zelfs op haar heeft gebabysit. Haar nieuwsgierigheid wordt alleen maar groter en ze gaat op zoek naar haar vader. Katherine is woest hierover en wil niet dat Dylan doorgaat met haar zoektocht. Maar Dylan laat zich niet zomaar aan de kant schuiven. Katherine bedenkt dan een slimme list om haar op andere gedachten te brengen en dat lukt wonderwel: Dylan geeft haar zoektocht (voorlopig) op.
Wanneer ze ontdekt dat Adam een relatie had met Sylvia, gooit ze hem buiten. Adam en Katherine worden dan gevraagd om het lijk van Sylvia te gaan identificeren (nog een slachtoffer van de tornado). Katherine eist dat Adam zijn koffers pakt. Hij doet dit, en ontdekt (bij het inpakken) het briefje dat Tante Lilian heeft laten vallen. Hij confronteert Katherine met dat briefje: zij heeft al die tijd hem voorgelogen- want niet Dylans vader maar Katherine heeft iets vreselijk gedaan in het verleden. Hij stapt het af en zegt haar dat haar leugen veel erger is dan zijn leugen over Sylvia. Katherine barst in tranen uit en gooit het briefje in de open haard. Maar Dylan heeft alles gehoord, en als ze de volgende dag de haard opkuist, vindt ze delen van het briefje en huivert als ze leest wat haar moeder ooit heeft gedaan.
Op het briefje staat dat haar vader vermoord is. Dylan toont het briefje aan Julie, die haar aanraadt ermee naar Adam te stappen. Ze belt hem en spreekt iets in op zijn antwoordapparaat. Die belt op zijn beurt Katherine en samen beraden ze een plan om Dylan nog steeds in het ongewisse te laten. Want Katherine heeft iets of iemand begraven, en wil koste wat het kost vermijden dat iemand haar geheim ooit ontdekt.
Maar een foto van Dylan en Katherine, genomen op het galadiner, verschijnt in de krant, en dat heeft politieagent Wayne Davis (Gary Cole) ook gezien: hij beweert Dylans vader te zijn en is dus helemaal niet dood. De dag erna gaat hij de wacht houden op Wisteria Lane. Wanneer Dylan dan vertrekt met de wagen, houdt hij haar even verder tegen- zogezegd voor een snelheidsovertreding. Hij laat haar doorrijden. Nog een dag later zoekt hij Dylan op in het park en onthult zijn identiteit aan haar. Zij is even van slag, maar gaat mee met hem naar een bistro. Hij zegt tegen haar dat hij haar enkel wou zien en kijken of het goed met haar gaat- een relatie zou niet lukken volgens hem want haar moeder zou dit niet toelaten. Dylan wil hem wel leren kennen en vertelt dat ze zal zwijgen tegen Katherine. Dat wekt bij Wayne een geheimzinnig lachje op, en dus gaan ze die avond samen op restaurant.
Dylan liegt tegen haar moeder: ze zegt dat ze een vriendje heeft. Katherine gelooft haar maar wil hem wel snel ontmoeten. Wanneer Dylan dan voor de derde keer weggaat en ze hem nog altijd niet gezien heeft, volgt Katherine haar. Ze ziet Wayne en Dylan samen in het restaurant. Binnen in het restaurant vindt Wayne dat het tijd is om de waarheid aan haar moeder te vertellen. Katherine blijft verbazingwekkend rustig wanneer Dylan alles opbiecht. Ze wist dat deze dag ooit ging komen, en dat het haar leven is. Ze is zelfs bereid hem te ontmoeten. Dylan haalt haar vader dan naar binnen. Hij en Katherine voeren een gespannen gesprek: ze probeert te bewijzen dat ze niet meer bang is van hem (maar ze heeft wel een revolver naast haar liggen).
Dylan vindt verhuispapieren, en wil niet dat ze opnieuw verhuizen. Katherine mag, maar zij blijft bij haar vader. Wanneer Dylan en Wayne op daguitstap willen trekken, vraagt Wayne Katherine mee. Die is niet geïnteresseerd en wil geen verzoening met Wayne. Ze vertelt hem dat hij zelfs niet de echte vader is van Dylan. Wayne neemt dan een stukje kauwgom mee van Dylan en vergelijkt haar DNA met het zijne. Daaruit blijkt dat hij inderdaad niet haar vader is, en bedrinkt zich terwijl hij naar oude video opnames kijkt. Daarin ziet hij dat Dylan vroeger eens gevallen is en een groot litteken op haar arm moet hebben. Als hij haar armen dan onderzoekt, blijkt dat dat litteken helemaal niet op Dylans armen te vinden is. Wayne komt uitleg vragen hierover aan Katherine. Hij verdenkt Katherine ervan niet de echte moeder te zijn van Dylan en wil Katherines DNA ook laten vergelijken met dat van Dylan. Maar hij krijgt de kans niet want net dan bellen Lee en Bob aan, die Katherine vragen hun feest te organiseren.
Niet veel daarna keert Adam terug: hij heeft gehoord van Dylan dat Wayne terug is en wil weten waarom ze hem niet gebeld heeft. Katherine zegt dat ze hem wel alleen aankan. Adam vindt dat Dylan eindelijk de waarheid mag kennen- Katherine wil dit nog altijd niet. Adam stelt dan voor om samen weg te gaan: hij zal Dylan een reis cadeau geven omdat ze afstudeert. Ze gaan dan samen naar een recital van Dylan- maar Wayne is hen gevolgd. Hij lokt Adam in de val: hij vraagt hem om hem te helpen bij het vervangen van een lekke band. Adam, niet wetende dat dit Wayne is, helpt hem maar Wayne slaat hem neer en neemt hem mee naar een vervallen fabriekshal waar hij hem vastbindt op een stoel en enkele rake klappen verkoopt.
Katherine is ongerust omdat Adam niet opdaagt en stapt naar de politie. Ze is echter niet vergeten dat Wayne een politieagent is: enkele jaren geleden heeft ze ook geprobeerd klacht in te dienen tegen Wayne. Toen raadde een vrouwelijke politieagente haar aan om wat geld bijeen te zoeken en weg te lopen, zo ver als ze kon. Dat deed ze: Katherine vluchtte naar haar tante op Wisteria Lane. En ook nu haalt het niets uit: de politieagent die haar helpt is een vriend van Wayne. Die heeft ondertussen Adam zwaar aangepakt, Adam ligt levensloos op de grond. Wayne denkt dat hij dood is en stapt het woest af.
Katherine wil het op een lopen zetten en wil dat Dylan meegaat. Die wil niet meegaan vooraleer Katherine opbiecht waarom: Katherine vertelt dan aan Dylan de waarheid, die huilend wegloopt. Katherine gaat op zoek naar haar- Wayne heeft zich ondertussen verscholen in haar huis. Hij wacht haar op en het komt een gevecht. Wayne houdt haar onder schot en wil weten wie Dylan echt is. Katherine weigert dit te vertellen en wil zelfs haar leven offeren om dat geheim te bewaren. Daarom zullen ze samen wachten tot Dylan thuiskomt: hij zal haar dan neerschieten in Katherines plaats als zij de waarheid niet vertelt. Ellie (zie Gabrielle) valt dan binnen en bedreigt Wayne met een mes, maar ze wordt door Wayne doodgeschoten. Wanneer Bree dan hoort van Karen McCluskey dat Katherine gewoon thuis zit, gaat ze boos aanbellen bij Katherine. Wayne sleurt Bree naar binnen en dreigt ermee Bree neer te schieten als Katherine de waarheid niet vertelt. Daarop vertelt zij haar verhaal:
Nadat ze was gevlucht voor Wayne, vond Katherine onderdak bij haar tante op Wisteria Lane. Wayne heeft hen echter gevonden: op een avond, toen Mary Alice op Dylan aan het babysitten was, bracht Wayne een bezoekje aan Dylan en gaf hij haar een pop cadeau. Die avond kwam Wayne ook bij Katherine langs om zijn dochter op te eisen. Hij probeerde Katherine aan te vallen maar ze sloeg terug- ze sloeg hem met een kandelaar tegen de grond. Katherine dacht dat ze gewonnen had- maar enkele uren later komt er een kreet van boven: Dylan is, in een poging haar pop terug te krijgen (die Katherine boven op de kast had gelegd), onder de kast beland. Samen met haar tante begroef ze Dylans lijk in het bos: naar de politie gaan was geen optie- Wayne zou zeggen dat Katherine er alles voor over had opdat hij zijn kind niet meer zou zien, zelfs moord. Om voor de buitenwereld alles te verbegen, heeft Katherine toen in Roemenië een kind geadopteerd dat als twee druppels water op de echte Dylan leek.
Wayne is woest en verdenkt Katherine ervan zijn kind te hebben laten doodbloeden. Hij staat op het punt Katherine neer te schieten, wanneer Adam het gazon oprijdt: hij is kunnen ontsnappen. Hij stormt het huis in en het komt tot een gevecht in de woonkamer. Adam kan Wayne overmeesteren en het geweer afnemen. Wayne lacht in zijn vuistje als hij Katherine ziet: ook al gaat hij voor een paar jaar de cel in, ooit komt hij vrij en dan zal hij hen terug opsporen. Dat is voor Katherine de druppel- ze schiet hem dood. Bree zorgt dan heel snel voor een alibi: ze betrekt alle vriendinnen hierin. Als de politie hen dan ondervraagt, vertellen ze allemaal dat Katherine al vaak verteld heeft dat Wayne haar bedreigde en stalkte. De politie beschouwt het als een daad van wettelijke zelfverdediging en laat haar vrij. Niet veel daarna keert ook Dylan terug, die haar moeder vergeeft voor alles wat ze gedaan heeft.